# Голод (фильм, 2008)
«Голод» (англ. Hunger) — британо-ирландская драма режиссёра Стива Маккуина о событиях Ирландской голодовки 1981 года. Премьера фильма состоялась в 2008 году.
Фильм рассказывает о борьбе заключённых из Ирландской республиканской армии за признание за собой статуса политических. Сначала они пытаются добиться этого, отказываясь мыться, носить тюремную одежду и всячески разводя грязь в своих камерах. Однако эта тактика не принесла плодов: узников насильно стригли и мыли, избивая при этом до полусмерти. Наконец, один из них — Бобби Сэндс — решает начать голодать до смерти.
Фильм получил «Золотую камеру» Каннского кинофестиваля 2008 года.

## Сюжет
Реймонд Логан начинает свой рабочий день. Проверив машину на наличие мин, он отправляется на службу в тюрьму «Мэйз». В тюрьму прибывает осуждённый боец ИРА Дэви Джиллен. Он отказывается надевать униформу заключённого, после чего его отводят в камеру, где уже пребывает заключённый Джерри Кэмпбелл. Джиллен присоединяется к протесту заключённых, оба сокамерника носят только одеяла, размазывают свои фекалии по стенам, делают из хлеба своеобразную «плотину» у дверной щели, благодаря чему вся выливаемая ими моча вытекает в коридор под ноги надзирателям. Однако охранники не остаются в долгу, по средам они силой затаскивают яростно сопротивляющихся зеков в душевую, где насильно стригут их и моют их в ванной, в то время как другие охранники отмывают стены от фекалий. Логану приходится бить зеков, чтобы отмыть их в душевой и выполнять свои обязанности.
Подруга Кэмпбелла тайком проносит ему радио, тот узнаёт, что британцы готовы согласиться выдать заключённым штатскую одежду. Наконец зекам раздают одежду, однако те недовольны: рвут одежду и ломают тюремный инвентарь. В тюрьму прибывает отряд полиции спецназначения, охранники вытаскивают зеков из камеры, после чего буквально прогоняют несчастных сквозь строй полицейских, которые бьют их дубинками. Охранники проверяют содержимое ртов и задних проходов заключённых, не меняя при этом перчатки.
Логан отправляется в дом престарелых, чтобы навестить свою находящуюся в прострации мать, и погибает от руки террориста.
Сэндс встречается со священником Домиником Мораном и рассказывает, что собирается голодать до смерти. На этот раз зеки будут начинать голодовку через две недели после друг друга. Он рассказывает про то, как в детстве со своими товарищами из Белфаста ездил в графство Донегол. Мальчики нашли телёнка, сломавшего ноги и попавшего в поток. Сэндс спустился в ручей и утопил телёнка, чтобы прекратить его мучения.
Сэндс голодает, неуклонно нарастает полиорганная недостаточность. Заметив у санитара татуировку «UDA» (Лига защиты Ольстера), умирающий Сэндс находит в себе силы, чтобы встать, но затем падает на пол. В тюрьму прибывают его родители и присутствуют при его смерти после 66 дней голодовки.
Сэндса выбирают в парламент Великобритании. В ходе семимесячной голодовки погибают десять её участников. В ходе протестов зеков боевики убивают 16 тюремщиков. Британское правительство фактически удовлетворяет требования заключённых, но официально не признаёт их политический статус.

## В ролях
- Майкл Фассбендер — Бобби Сэндс
- Лиам Каннингем — отец Моран
- Стюарт Грэм — Рэй Лохан
- Лиам Макмахон — Джерри
- Брайан Миллиган — Дэйви
- Лэлор Родди — Уильям
- Дес Макэлир — мистер Сэндс
- Хелен Мэдден — миссис Сэндс

## Награды и номинации

### Награды
- 2008 — Каннский кинофестиваль
  - «Золотая камера» — Стив Маккуин
- 2008 — Премия «European Film Awards»
  - Европейское открытие года — Стив Маккуин
- 2008 — Венецианский кинофестиваль
  - Приз Гуччи — Стив Маккуин
- 2009 — Премия BAFTA
  - Награда Карла Формана наиболее многообещающему новичку — Стив Маккуин

### Номинации
- 2008 — Премия «European Film Awards»
  - Лучший актёр — Майкл Фассбендер
  - Лучший режиссёр — Стив Маккуин
- 2009 — Премия «Независимый дух»
  - Лучший зарубежный фильм — Стив Маккуин
- 2009 — Премия BAFTA
  - Выдающийся британский фильм — Робин Гатч, Лора Гастингс-Смит, Стив Маккуин, Энда Уолш